# Aranynyakú sarkantyúspityer
Az aranynyakú sarkantyúspityer (Macronyx flavicollis) a madarak osztályának verébalakúak (Passeriformes) rendjébe billegetőfélék (Motacillidae) családjába tartozó faj.

## Rendszerezése
A fajt Eduard Rüppell német természettudós és kutató írta le 1840-ben.

## Előfordulása
Afrika keleti részén, az Etiópia magasföldön honos. Természetes élőhelyei a szubtrópusi és trópusi magaslati gyepek. Állandó, nem vonuló faj.

## Megjelenése
Testhossza 20 centiméter.

## Természetvédelmi helyzete
Az elterjedési területe még nagy, de gyorsan csökken, egyedszáma is csökken. A Természetvédelmi Világszövetség Vörös listáján mérsékelten fenyegetett fajként szerepel.